# Astacilla cymodocea
Astacilla cymodocea är en kräftdjursart som beskrevs av Menzies och Peter W. Glynn 1968. Astacilla cymodocea ingår i släktet Astacilla och familjen Arcturidae.
Artens utbredningsområde är Mexikanska golfen. Inga underarter finns listade i Catalogue of Life.